# Ängö (Kumlinge, Åland)
Ängö är en ö i Åland (Finland). Den ligger i Skärgårdshavet och i kommunen Kumlinge i landskapet Åland, i den sydvästra delen av landet. Ön ligger omkring 62 kilometer nordöst om Mariehamn och omkring 220 kilometer väster om Helsingfors.
Öns area är 1,1 kvadratkilometer och dess största längd är 2,2 kilometer i nord-sydlig riktning. Ön höjer sig omkring 20 meter över havsytan.